# أركولا (تكساس)
أركولا (بالإنجليزية: Arcola)‏ هي مدينة أمريكية تقع في ولاية تكساس. تبلغ مساحة هذه المدينة 4.9 (كم²)، ويبلغ عدد سكانها 1048 نسمة حسب إحصاء سنة 2010 م. تشير إحصاءات سنة 2000م بأن الكثافة السكانية في هذه المدينة تقدر بـ(211.8) نسمة/كم2.

## التركيبة السكانية
حدّد مكتب تعداد الولايات المتحدة بيانات التركيبة السكانية لأركولا في تعداد الولايات المتحدة. في ما يلي، التركيبة السكانية حسب تعدادي 2000 و2010.

### تعداد عام 2000
بلغ عدد سكان أركولا 1,048 نسمة بحسب تعداد عام 2000، وبلغ عدد الأسر 295 أسرة وعدد العائلات 234 عائلة مقيمة في المدينة. في حين سجلت الكثافة السكانية 155.3 نسمة لكل كيلومتر مربع (402.2/ميل2). وبلغ عدد الوحدات السكنية 324 وحدة بمتوسط كثافة قدره 48 لكل كيلومتر مربع (124.3/ميل2).
وتوزع التركيب العرقي للمدينة بنسبة 34.26% من البيض و34.16% من الأمريكيين الأفارقة و0.38% من الأمريكيين الأصليين و2.19% من الأمريكيين ذوي الأصول الآسيوية و27.10% من الأعراق الأخرى و1.91% من عرقين مختلطين أو أكثر و51.91% من الهسبانيون أو اللاتينيون من أي عرق.
بلغ عدد الأسر 295 أسرة كانت نسبة 53.2% منها لديها أطفال تحت سن الثامنة عشر تعيش معهم، وبلغت نسبة الأزواج القاطنين مع بعضهم البعض 56.6% من أصل المجموع الكلي للأسر، ونسبة 18.6% من الأسر كان لديها معيلات من الإناث دون وجود شريك، بينما كانت نسبة 4.1% من الأسر لديها معيلون من الذكور دون وجود شريكة وكانت نسبة 20.7% من غير العائلات. تألفت نسبة 16.6% من أصل جميع الأسر من عدة أفراد يعيشون في نفس المنزل ونسبة 6.4% كانت تتألف من شخص يعيش بمفرده يبلغ من العمر 65 عاماً أو أكثر. وبلغ متوسط حجم الأسرة المعيشية 3.55، أما متوسط حجم العائلات فبلغ 4.06.
بلغ العمر الوسطي للسكان 28.2 عاماً. وكانت نسبة 37.4% من القاطنين تحت سن الثامنة عشر، وكانت نسبة 9.5% بين الثامنة عشر والرابعة والعشرين عاماً، ونسبة 28.5% كانت واقعةً في الفئة العمرية ما بين الخامسة والعشرين والرابعة والأربعين عاماً، ونسبة 16% كانت ما بين الخامسة والأربعين والرابعة والستين، ونسبة 8.5% كانت ضمن فئة الخامسة والستين عاماً فما فوق. يوجد لكل 100 أنثى 101.9 ذكر، ويوجد لكل 100 أنثى في الثامنة عشر من عمرها فما فوق 92.9 ذكر.
بلغ متوسط دخل الأسرة في المدينة 31,607 دولارًا، أما متوسط دخل العائلة فبلغ 32,500 دولارًا. وكان متوسط دخل الذكور 26,818 دولارًا مقابل 21,172 دولارًا للإناث. وسجل دخل الفرد الخاص بالمدينة 11,735 دولارًا. وكانت نسبة 24.3% من العائلات ونسبة 26.8% من السكان تحت خط الفقر، وكان من هؤلاء نسبة 34.6% تحت سن الثامنة عشر ونسبة 26.4% في الخامسة والستين من العمر وما فوق.

## معرض صور

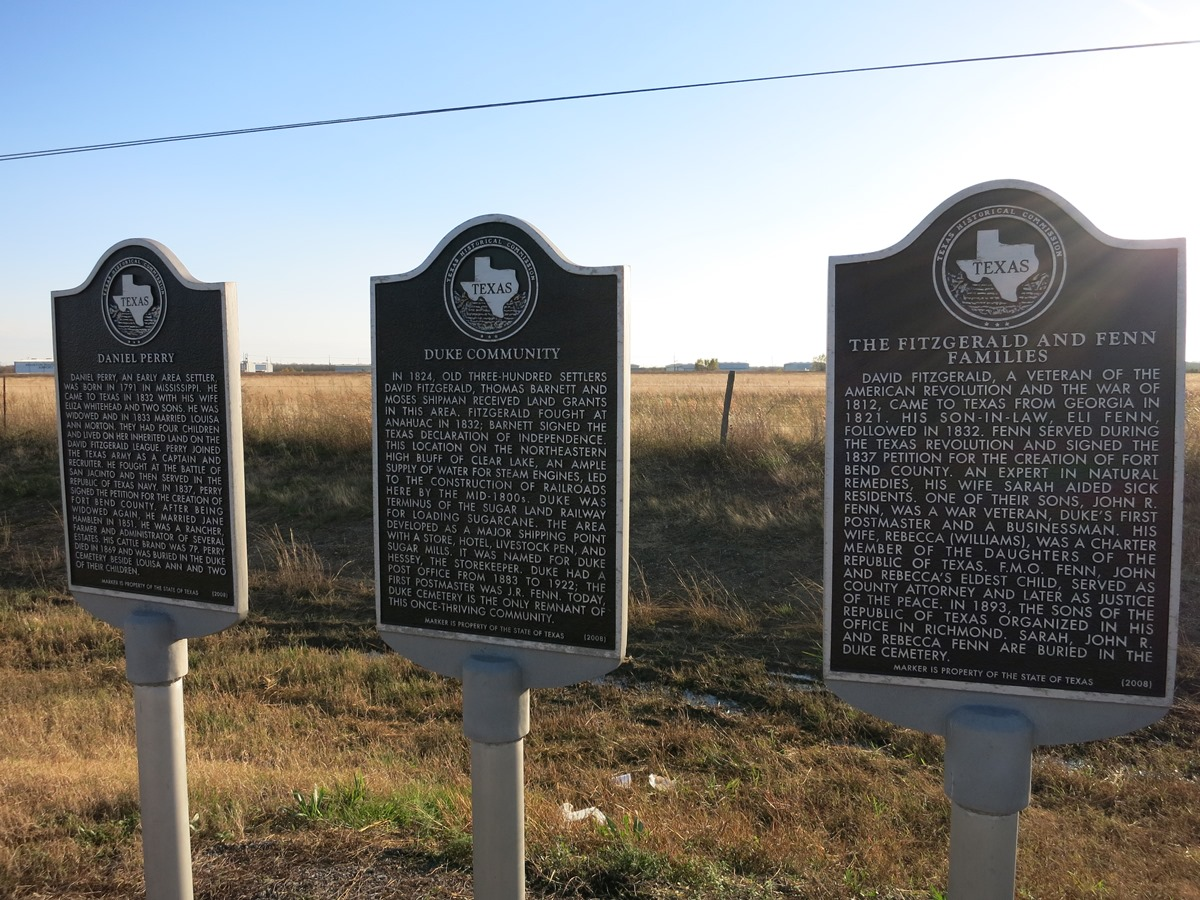
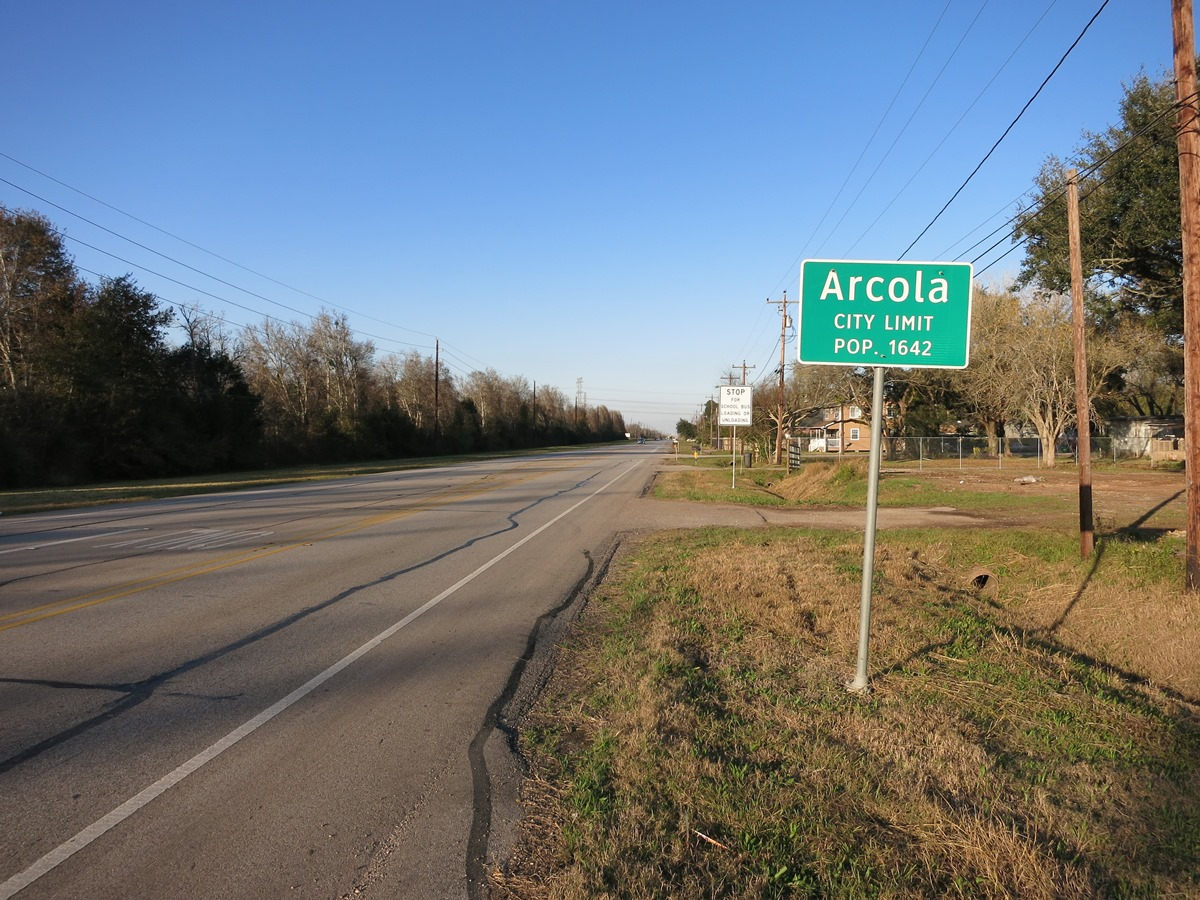
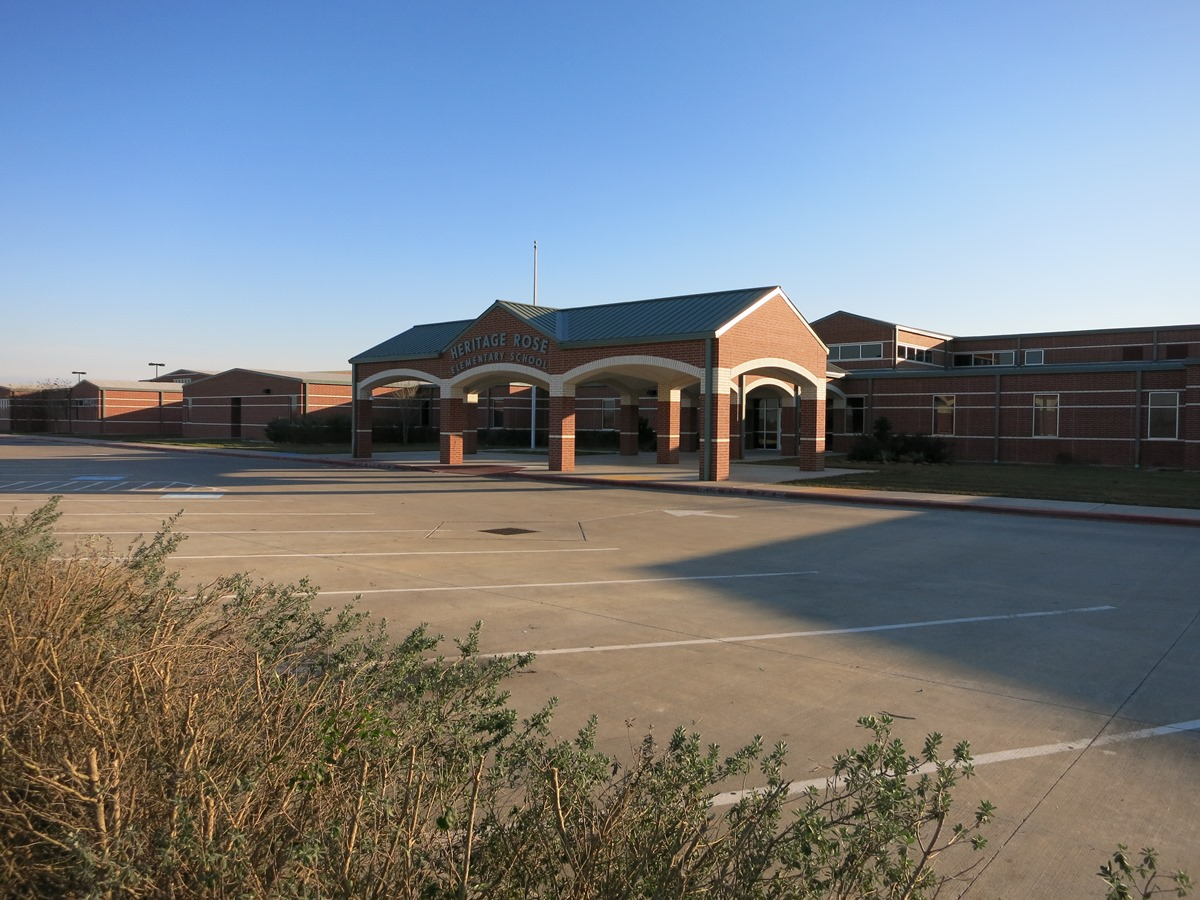

### تعداد عام 2010
بلغ عدد سكان أركولا 1,642 نسمة بحسب تعداد عام 2010، وبلغ عدد الأسر 451 أسرة وعدد العائلات 361 عائلة مقيمة في المدينة. في حين سجلت الكثافة السكانية 243.3 نسمة لكل كيلومتر مربع (630.1/ميل2). وبلغ عدد الوحدات السكنية 505 وحدة بمتوسط كثافة قدره 74.8 لكل كيلومتر مربع (193.7/ميل2).
وتوزع التركيب العرقي للمدينة بنسبة 35.99% من البيض و28.50% من الأمريكيين الأفارقة و0.18% من الأمريكيين الأصليين و0.97% من الأمريكيين ذوي الأصول الآسيوية و32.28% من الأعراق الأخرى و2.07% من عرقين مختلطين أو أكثر و62.42% من الهسبانيون أو اللاتينيون من أي عرق.
بلغ عدد الأسر 451 أسرة كانت نسبة 56.3% منها لديها أطفال تحت سن الثامنة عشر تعيش معهم، وبلغت نسبة الأزواج القاطنين مع بعضهم البعض 56.5% من أصل المجموع الكلي للأسر، ونسبة 16.2% من الأسر كان لديها معيلات من الإناث دون وجود شريك، بينما كانت نسبة 7.3% من الأسر لديها معيلون من الذكور دون وجود شريكة وكانت نسبة 20% من غير العائلات. تألفت نسبة 16.6% من أصل جميع الأسر من عدة أفراد يعيشون في نفس المنزل ونسبة 3.8% كانت تتألف من شخص يعيش بمفرده يبلغ من العمر 65 عاماً أو أكثر. وبلغ متوسط حجم الأسرة المعيشية 3.64، أما متوسط حجم العائلات فبلغ 4.11.
بلغ العمر الوسطي للسكان 27.7 عاماً. وكانت نسبة 36.4% من القاطنين تحت سن الثامنة عشر، وكانت نسبة 10% بين الثامنة عشر والرابعة والعشرين عاماً، ونسبة 27.8% كانت واقعةً في الفئة العمرية ما بين الخامسة والعشرين والرابعة والأربعين عاماً، ونسبة 20.5% كانت ما بين الخامسة والأربعين والرابعة والستين، ونسبة 5.2% كانت ضمن فئة الخامسة والستين عاماً فما فوق. وتوزع التركيب الجنسي للسكان بنسبة 51.7% ذكور و48.3% إناث.